# Ridder Arena

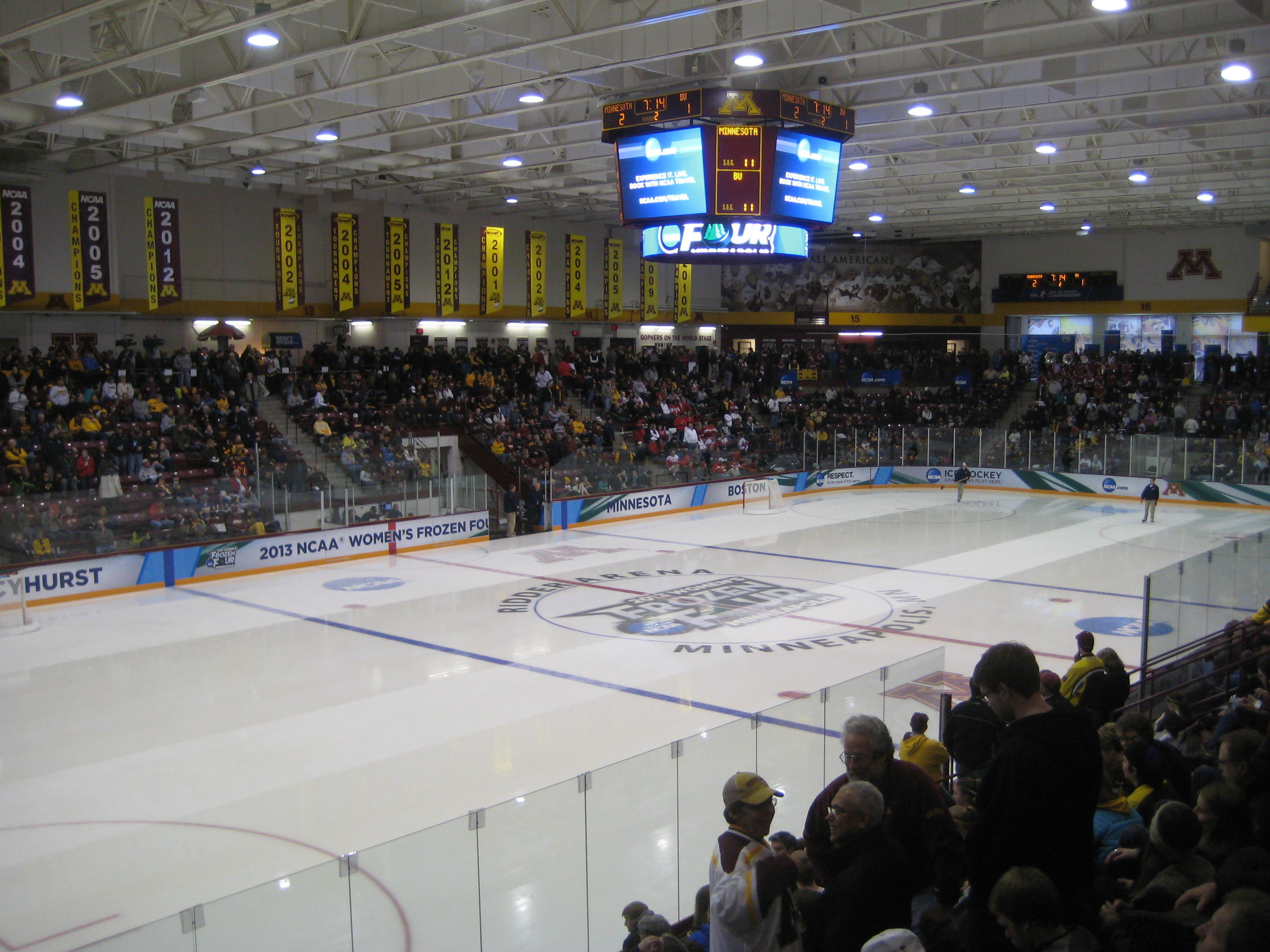
Interiör från Ridder Arena.

Ridder Arena är en ishockeystadion i Minneapolis, Minnesota i USA. Arenan är hemmaarena för Minnesota Golden Gophers damlag i ishockey. När arenan stod färdig 2002 var det den första arenan tillägnad damhockey på collegenivå. Arenan angränsar till den större Mariucci Arena, som är hemmaplan för herrlaget, och de två arenorna är ihopkopplade via tunnlar. Omkring 3400 åskådare får plats i arenan.   